# Distretto di Desio
Il distretto di Desio era il nome di un effimero distretto ideato dal governo giacobino della Repubblica Cisalpina nel dipartimento del Lario, e poi nel Dipartimento d'Olona dopo il colpo di Stato del 1798.

## Storia
La Costituzione della Repubblica Cisalpina progettò un nuovo ordinamento degli enti locali lombardi, partendo dal presupposto di una nuova geografia basata su una razionalizzazione illuministica anziché sui retaggi di secoli di storia. La funzione dei distretti, che andavano a sostituire l'istituto plurisecolare della pieve, sarebbe divenuto quello di svolgere le più alte funzioni municipali nelle aree di notevole parcellizzazione comunale.
Nell'area settentrionale milanese la Pieve di Desio non venne in realtà mutata ma, a titolo sperimentale, per la prima volta nella storia cambiava provincia venendo trasportata sotto Como. Il distretto venne classificato col numero 13.
Definito dalla legge 6 germinale anno VI, l'ente non riuscì ad avere una vera applicazione fino al golpe militare che riversò il governo giacobino sostituendolo con uno più finalizzato ad ottenere risparmi per la guerra. Con l’occasione il distretto di Desio, subito riportato sotto Milano col numero 31, venne per la prima volta modificato nei suoi confini con la legge 5 vendemmiale VII.
Con l’invasione tedesca del 1799 si tornò a parlare delle vecchie pievi, sciogliendo le municipalità esistenti, ma lo stato di guerra non permise di entrare nei dettagli. Al loro ritorno nel 1800, i francesi non riproposero più questo ente amministrativo sostituendolo coi cantoni.

## Territorio
Il territorio del distretto inizialmente ricalcò fedelmente quella della pieve di Desio.
Col golpe del 1798 acquisì Sovico, Albiate e Triuggio, perdendo Biassono e Vedano, la Cassina Amata e la Cassina Savina, Bovisio e Masciago, e Cusano.